# Complex paisatgístic de Tràng An
Tràng An és una zona paisatgística prop de Ninh Binh, Vietnam coneguda per les seves passejades en vaixell rupestres.Està inscrit a la llista del Patrimoni de la Humanitat de la UNESCO des del 2014.
El complex paisatgístic de Tràng an inclou Hoa Lu, Tam Coc-Bich Đồng i Temple Bai Dinh.